# Aumund Fördertechnik
Die Aumund Fördertechnik GmbH (Eigenschreibweise: AUMUND) ist ein deutsches Unternehmen zur Herstellung von Fördertechnik mit Sitz in Rheinberg, Ortsteil Millingen. Das Unternehmen wurde 1922 vom Maschinenbau-Ingenieur Heinrich Aumund gegründet. 
Der Unternehmen ist heute Teil der Aumund Gruppe und ist in über 150 Ländern der Welt tätig. Innerhalb der Unternehmensgruppe arbeiten über 500 Mitarbeiter weltweit.
Das Unternehmen ist in der Aumund Holding BV mit Sitz in Venlo konsolidiert.

## Geschichte
Heinrich Aumund gründete sein Unternehmen am 3. August 1922 in Berlin. Durch zahlreiche Patente im Bereich der Förder- und Transporttechnik, die Heinrich Aumund im Laufe seiner Forschungs- und Lehrtätigkeit an der Technischen Hochschule Danzig und der Technischen Hochschule Berlin angemeldet hatte, konnte sich das Unternehmen schnell entwickeln. Ab 1951 übernahm sein Sohn Günter-Claus Aumund die Leitung. 1957 wurde die Produktion nach Rheinberg-Millingen verlagert. Nach dem Tod von Günter-Claus Aumund im Jahr 1984 übernahm die dritte Generation in Person von Franz-Walter Aumund.
Das Unternehmen wurde weltweit ausgebaut. Schon 1975 wurden die Tochtergesellschaften Aumund do Brasil in Rio de Janeiro und Aumund International in Toronto gegründet. Bis 1977 siedelte Aumund insgesamt 14 Niederlassungen und Hauptvertretungen in der ganzen Welt an, z. B. in Australien, Finnland, Griechenland und Südafrika.
2001 wurde die Gustav Schade Maschinenfabrik von der Aumund-Gruppe übernommen, wodurch Aumund seine Produktpalette mit Produkten aus dem Bereich der Schüttgut- und Lagertechnik erweiterte. Ein Jahr später wurde das auf mobile Be- und Entlademaschinen für Schüttgüter spezialisierte britische Unternehmen B&W übernommen. Von der Krantechnik, einst eine Kernkompetenz, hat sich Aumund 1995 verabschiedet.
2006 wurde die Franz-W.-Aumund-Stiftung gegründet, die Heinrich-Aumund-Stipendien an Studierende mit ausgezeichneten Studienleistungen und Bezug zur Konstruktions- und Fördertechnik an der Technischen Universität Berlin sowie an der Fachhochschule Koblenz vergibt.

## Produkte
Palette der angebotenen Fördertechnik:
- Senkrechtkettenbecherwerke zur Förderung schwieriger und heißer Materialien
- Senkrechtgurtbecherwerke zur Förderung feiner Materialien
- Plattenförderer und komplette Zementklinker-Transportsysteme
- Schwerlastplattenförderer für den Rohmaterialumschlag
- Dosierplattenbänder für die geregelte Mühlenbeschickung
- Silo-Austragssysteme
- Spezialsiloräumsysteme für Zementklinker